# السمنة في السويد
يُشار إلى السمنة في السويد بشكل متزايد على أنها مشكلة صحية رئيسية في السنوات الأخيرة. السويد هي البلد الـ 90 الأكثر بدانة في العالم. في عام 2009, لم يرتفع عدد الأشخاص الذين يعانون من زيادة الوزن أو السمنة لأول مرة منذ 70 عامًا. صرح كلود ماركوس, خبير التغذية السويدي البارز من معهد كارولينسكا, أن أحد الحلول هو فرض ضريبة على الدهون. رفض فولكسام تأمين فتاة تبلغ من العمر 5 سنوات من أورست. رفضت شركة التأمين تأمينها على أساس «زيادة الوزن / السمنة الخطيرة». أظهر تقرير أن الأطفال الذين كان آباؤهم أفضل تعليما لديهم فرصة أقل لزيادة الوزن.

## السبب
تسبب عدم ممارسة الرياضة جنبًا إلى جنب مع الأطعمة والمشروبات المحلاة بالسكر في إصابة واحد من كل ستة أطفال في سن الخامسة في السويد بزيادة الوزن أو السمنة. 12.9٪ من الأطفال يعانون من زيادة الوزن و 4.3٪ يعانون من السمنة.

## التأثيرات
أظهرت العديد من الدراسات أن الرجال الذين يعانون من السمنة المفرطة يميلون إلى انخفاض عدد الحيوانات المنوية, وعدد أقل من الحيوانات المنوية سريعة الحركة, وعدد أقل من الحيوانات المنوية المتحركة بشكل تدريجي مقارنة بالرجال ذوي الوزن الطبيعي.

## البرامج
ستقوم ممرضات المدارس في أوبسالا بمقاطعة أوبسالا بوصف التمارين للأطفال المراهقين. يمكن أن يكون التمرين الموصوف أي شيء من المشاركة في رياضة ما إلى المشي. ستكون المساحات متاحة للمشاركين.

## تصنيف فوربس 2007
المصدر : Forbes.com
| تصنيف | دولة                     | نسبة زيادة الوزن |
| ----- | ------------------------ | ---------------- |
| 85    | بنما                     | 51.4             |
| 86    | تونس                     | 51.0             |
| 87    | سانت فنسنت وجزر غرينادين | 50.6             |
| 88    | البرازيل                 | 50.5             |
| 89    | بليز                     | 49.8             |
| 90    | السويد                   | 49.7             |
| 91    | النرويج                  | 49.1             |
| 92    | روسيا                    | 49.1             |
| 93    | السلفادور                | 48.7             |
| 94    | ليسوتو                   | 48.5             |
| 95    | سورينام                  | 47.8             |